# 10470 Bartczak
10470 Bartczak eller 1981 EW18 är en asteroid i huvudbältet som upptäcktes den 2 mars 1981 av den amerikanska astronomen Schelte J. Bus vid Siding Spring-observatoriet. Den är uppkallad efter Przemysł aw Bartczak.
Asteroiden har en diameter på ungefär 2 kilometer och den tillhör asteroidgruppen Vesta.